# Josef Falkinger
Josef Falkinger (* 22. Juli 1950 in Putzleinsdorf) ist ein österreichischer Wirtschaftswissenschaftler.

## Leben
Die Matura absolvierte er 1969 am Kollegium Petrinum in Linz. Von 1970 bis 1976 studierte er Technische Mathematik an der Johannes Kepler Universität in Linz, von 1973 bis 1978 dort auch Wirtschaftswissenschaften. Zwischen 1975 und 1976 studierte er zudem theoretische Informatik an der Universität Paris VII. Er promovierte 1979 in technischer Mathematik und 1982 in Wirtschaftswissenschaften.
Zwischen 1978 und 1979 war er Assistent am Institut für Philosophie und Wissenschaftstheorie der Universität Linz. Anschließend war er von 1979 bis 1982 als Referent in der Handelskammer Oberösterreich tätig. Er habilitierte sich 1985 in Linz bei Kurt W. Rothschild im Fach Volkswirtschaftslehre zum Thema „Sättigung – Moralische und psychologische Grenzen des Wachstums“. Es folgte 1988 ein Gastaufenthalt an der Università Cattolica, Milano und 1990 eine Gastprofessur an der Universität Regensburg.
Von 1991 bis 1994 fungierte er als Professor an der Universität Graz und als Vorstand des dortigen Instituts für Finanzwissenschaft und Öffentliche Wirtschaft. Falkinger kehrte an die Universität Linz als Assistenzprofessor und Lehrbeauftragter am Institut für Volkswirtschaftslehre zurück; wo er bis 1995 blieb. Danach berief ihn bis 2000 die Universität Regensburg als Professor für Volkswirtschaftslehre (Industrieökonomie, Entwicklungspolitik und Reale Außenwirtschaftstheorie). Ab Herbst 2000 war er schließlich Professor für Finanzwissenschaft und Makroökonomie an der Universität Zürich. Dort fungierte er seit August 2008 als Dekan der Wirtschaftswissenschaftlichen Fakultät.
Im Oktober 2012 wurde er von der Sozial- und Wirtschaftswissenschaftlichen Fakultät der Universität Linz als neues Mitglied des Universitätsrats für die Periode von 2013 bis 2018 ehrenamtlich vorgeschlagen und angenommen. Er emeritierte im August 2015. Zwischen 2018 und 2020 leitete er das Reformprojekt „Governance 2020+“ der Universität Zürich.

## Lehre
Josef Falkinger meinte 1986 zum Phänomen der Sättigung in seiner Habilitationsschrift, dass „glückliches Wachstum nicht gleich maximales Wachstum“ sei. „Nichtsättigung wird zur Selbstverständlichkeit durch die Entkoppelung von Genuss und Leid.“
Falkinger betont zwar die Forderung nach rigoroser Analyse, ortet aber ein Defizit der volkswirtschaftlichen Disziplin, die Bedingungen für Relevanz im wissenschaftlichen Arbeiten zu klären, und kritisierte 2015, dass „die Ökonomie derzeit unreif und naiv in Richtung Ingenieursdisziplin strebt“.

## Werke
Außer den zitierten Werken sind insbesondere folgende Veröffentlichungen zu erwähnen.
- Optimales Wachstum bei Sättigung und Wachstumsaversion, in: Kyklos 38 (2), 1985, S. 200–215;
- Unklare Wünsche, schwieriges Wachstum, in: Jahrbuch für Sozialwissenschaft, Band 38, 1987, S. 147 ff.;
- Wachstum, Verteilung und Beschäftigung, in: Arbeitspapiere des Instituts für Volkswirtschaftslehre, Heft 9712, 1997;
- Non-Governmental Public Norm Enforcement in Large Societies as a Two-Stage Game of Voluntary Public Good Provision (mit Wolfgang Buchholz/Dirk Rübbelke), in: Journal of Public Economic Theory 16, Dezember 2014, S. 899 ff.
- Limited Consumer Attention in International Trade (mit Hartmut Egger), in: Review of International Economics, 24, November 2016, S. 1096 ff.
- Managerial discretion and shareholder capital at risk (mit Michael A. Habib), in: Journal of Business Finance & Accounting 48, Juli/August 2021, S. 1215 ff.